# Culture en Inde
La culture en Inde est l'ensemble des éléments qui caractérise les peuples dans la nation indienne. C'est notamment l'héritage des normes sociales, des valeurs éthiques, des coutumes traditionnelles, des systèmes de croyance, des systèmes politiques, des artefacts et des technologies qui proviennent du sous-continent indien ou y sont associés. Ce terme s'applique également, au-delà de l'Inde, aux pays et aux cultures dont l'histoire est fortement liée à l'Inde par l'immigration, la colonisation ou l'influence, notamment en Asie du Sud et en Asie du Sud-Est.
Les langues, les religions, la danse, la musique, l'architecture, la nourriture et les coutumes de l'Inde diffèrent d'un endroit à l'autre du pays.

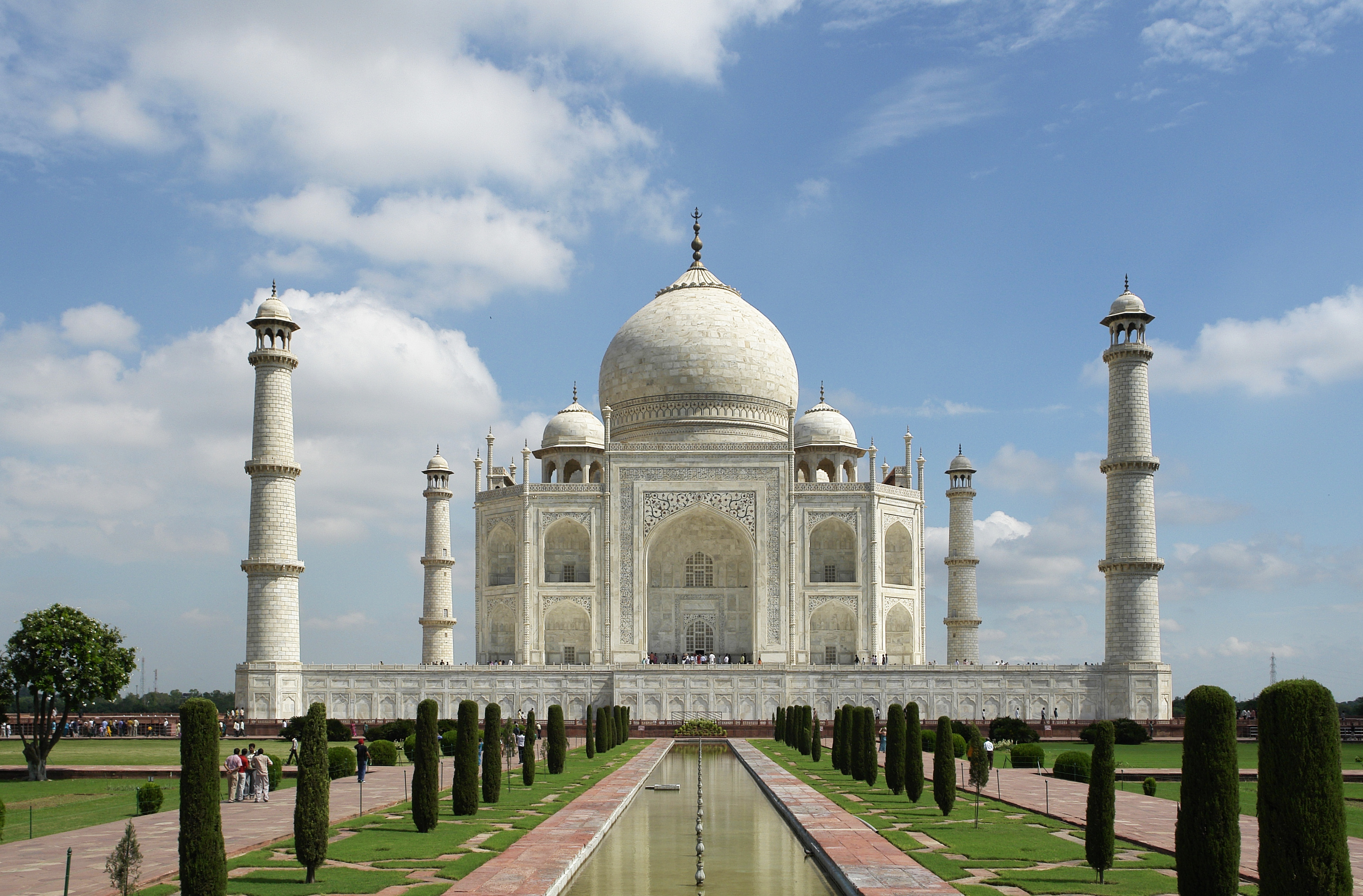
Le Taj Mahal, fleuron de l'architecture indienne

## Langues et peuples

### Langue(s)
- Langues officielles de l'Inde

## Traditions

### Religion(s)
- Catégorie:Religion en Inde, Islam en Inde, Christianisme en Inde
- Les Ajîvika
- Bishnoï
- Bouddhisme
  - Bouddhisme mahāyāna
  - Bouddhisme theravāda
  - Bouddhisme vajrayāna
  - Bouddhisme hīnayāna
- Brahmanisme
- Hindouisme
  - Vishnouisme
  - Shivaïsme
  - Tantrisme
- Religion Harappienne
- Jaïnisme
  - Sectes Digambara
  - Sectes Shvetambara
  - Préjaïnisme
- Sikhisme
  - Gurûs du sikhisme
- Védisme
  - Veda
    - Rig-Veda
- Athéisme en Inde
- Villes saintes de l'Inde
- Liste des déités du monde indien
- Histoire des Juifs en Inde

### Symboles
- Armoiries de l'Inde, Emblème de l'Inde, Drapeau de l'Inde
- Jana Gana Mana, hymne national de l'Inde
- Liste des drapeaux de l'Inde
- Noms de l'Inde
- Chapiteau aux lions d'Ashoka
- Piliers d'Ashoka

### Mythologie
- Mythologie hindoue, Veda, Yuga (cycle de quatre âges/périodes)
- Histoire de l'hindouisme
- Iconographie hindoue
- Glossaire de la mythologie et de l'iconographie hindoues
- Védisme, Védanga

### Fêtes
- Catégorie:Fête en Inde
- Fêtes en Inde
- Calendrier national indien
- Calendrier hindou

## Société
- Catégorie:Société indienne
- Catégorie:Condition féminine en Inde
- Catégorie:Discrimination en Inde
- Catégorie:Système de castes en Inde
- Suicides de paysans en Inde

## Arts de la table

### Cuisine(s)
- Catégorie:Pain indien
- Catégorie:Fromage indien
- Catégorie:Dessert indien
- Catégorie:Plat végétarien indien

### Boisson(s)
- Catégorie:Boisson indienne
- Viticulture en Inde

## Santé
- Catégorie:Santé en Inde, Protection sociale
- Ayurveda

### Activités physiques
- Tatouage en Inde
- Yoga

### Sports, arts martiaux
- Sport en Inde (en) (à créer)
- Sport en Inde (rubriques)
- Sportifs indiens
- Arts martiaux indiens, arts martiaux dravidiens, arts martiaux en Inde (en)
- Sports traditionnels : Kabaddi, Kho kho (en)
- Sports d'origine indienne (en)
- Monde équestre en Inde (rubriques)
- Inde aux Jeux olympiques
- Inde aux Jeux paralympiques
- Jeux du Commonwealth

## Artisanats
- Artisanats en Inde (en)
- Art moghol

### Textiles, cuir, papier
- Histoire du vêtement dans le sous-continent indien (en)
- Vêtements en Inde
- Valérie Berinstain, « Parures et modes : Les textiles en Inde à l'époque du Grand Akbar (1556-1605) », in Bulletin Monumental, 1993-1, p.111-114, (lire en ligne).

#### Les modes vestimentaires en Inde
La tenue traditionnelle en Inde varie notamment entre les différentes parties du pays et est influencée  par la culture locale, la géographie, le climat et le milieu rural ou urbain. Les styles populaires de vêtements comprennent des vêtements drapés comme sari  pour les femmes et  dhoti ou longhi pour les hommes. Les vêtements cousus sont aussi populaires comme churidar ou salwar-kameez pour les femmes, avec une dupatta (longue écharpe) jetée sur les épaules pour compléter la tenue. Le salwar est souvent un peu moulant, alors que le churidar a une coupe plus serrée. Pour les hommes, les versions cousues sont kurtapigiama et pantalons et chemise, costume, kurta et autres genres de tenue.
Dans les lieux publics et religieux, l'étiquette de la tenue indienne désapprouve l'exposition de la peau et les habits transparents ou moulants. La majeure partie des tissus indiens sont faits de coton, fibre idéale pour les températures élevées observées la plus grande partie de l'année à ces latitudes. Puisque le climat de l'Inde est la majeure partie du temps chaud et pluvieux, la majeure partie des Indiens chaussent des sandales.
Les femmes indiennes aiment perfectionner leur sens du charme avec du maquillage et des ornements. Les boucles d'oreilles, les mehendi, les bracelets et autres bijoux sont plutôt communs. Durant les occasions spéciales comme les mariages et les fêtes, les femmes peuvent endosser des couleurs gaies avec des ornements réalisés avec des pierres précieuses, de l'or, de l'argent ou d'autres pierres semi-précieuses locales.
Le Bindi est souvent un composant essentiel du maquillage d'une femme indienne. Porté sur le front, certains le considèrent comme un signe de bon auspice. Traditionnellement, le bindi rouge est porté seulement par une femme hindoue épousée, et des femmes célibataires, mais aujourd'hui toutes les couleurs font partie de la mode féminine. Certaines femmes utilisent le sindoor -une tradionnelle poudre rouge ou orange-rouge (vermeil) à la séparation des cheveux (localement appelée mang). Le sindoor est le signe traditionnel d'une femme épousée, entre les hindouistes. Cela n'est pas utilisé par les femmes hindoues non-mariées comme les autres 100 millions de femmes indiennes qui professent des religions différentes.
Les styles indiens de vêtements évoluent continuellement au cours de l'histoire du pays. Certains anciens textes védiques parlent de vêtements faits en écorces et feuilles d'arbre (connus comme phataka). Le Rig-Veda ou Rgveda du XIe siècle av. J.-C. mentionne des vêtements colorés et brodés (connus comme paridhan et pesas respectivement) et met en évidence le développement des techniques sophistiquées de production des vêtements à l'époque védique. Au Ve siècle av. J.-C., l'historien grec Hérodote décrit la richesse et la qualité de l'habit indien en coton. Les observateurs européens qui suivirent laissèrent des commentaires admiratifs sur les textiles indiens. Au IIe siècle, la mousseline fabriquée dans le sud de l'Inde était importée à l'Empire Romain et l'étoffe de soie était un des produits majeurs de l'exportation e l'Inde antique avec les épices. Les habits cousus se sont développés premièrement au Xe siècle et deviendront populaires à la suite de l'usage près des empereurs musulmans à partir du XVe siècle. Les habits drapés restèrent populaires auprès de la population hindoue, alors que les musulmans les adoptèrent toujours plus sur mesure.
La tradition de la robe d'apparat est pratiquée au XVIe siècle à la cour d'Akbar, offerte au souverain ou par lui à ses courtisans. La soie est alors un matériau très précieux, au même titre que les métaux ou les parfums. « La richesse et la rareté des textiles qui [composaient la garde-robe d'Akbar] symbolisaient, d'une certaine façon, la grandeur et le pouvoir de l'empereur aux yeux du monde.»
Les riches enluminures des XVIe et XVIIe siècles offrent une large documentation sur l'habillement des élites indiennes.
Durant le Raj Britannique, l'industrie du vêtement de l'Inde et celle de l'artisanat furent laissées pour mortes de façons à faire de la place à l'industrie britannique de tissus. En conséquence, le chef du mouvement pour l'indépendance indienne Mahatma Gandhi souhaita avec succès ce qui définit comme habit khadi - des habits colorés et lumineux tissés à la main- de manière à réduire la dépendance du peuple indien vis-à-vis des biens industriels britanniques. Les années 1980 sont caractérisées par une modification diffuse des modes textiles indiennes qui sont caractérisées par une grande croissance des écoles de mode en Inde, une implication majeure des femmes dans le secteur de la mode et de la modification des attitudes vis-à-vis du multiculturalisme indien. Ces développements ont joué un rôle essentiel dans la fusion des styles de vêtement indien et occidental.

### Poterie, céramique, faïence
- Poterie dans le sous-continent indien (en)
- Civilisation de la vallée de l'Indus
- Culture de Gandhara (3500 AP)
- Culture Cimetière H (en) (3900 AP)
- Culture de Bara (en) (4000 AP)
- Culture de poterie de couleur ocre (en) (4000 AP)
- Culture de Damb Sadat (en) (5500 AP) (Quetta, Baloutchistan)
- Culture de Bhirrana (en) (9500 AP)

## Média
- Catégorie:Média en Inde

### Presse
- Catégorie:Presse écrite en Inde

### Radio
- Catégorie:Radio en Inde

### Télévision
- Catégorie:Télévision en Inde

### Internet
- Internet en Inde

## Littérature(s)

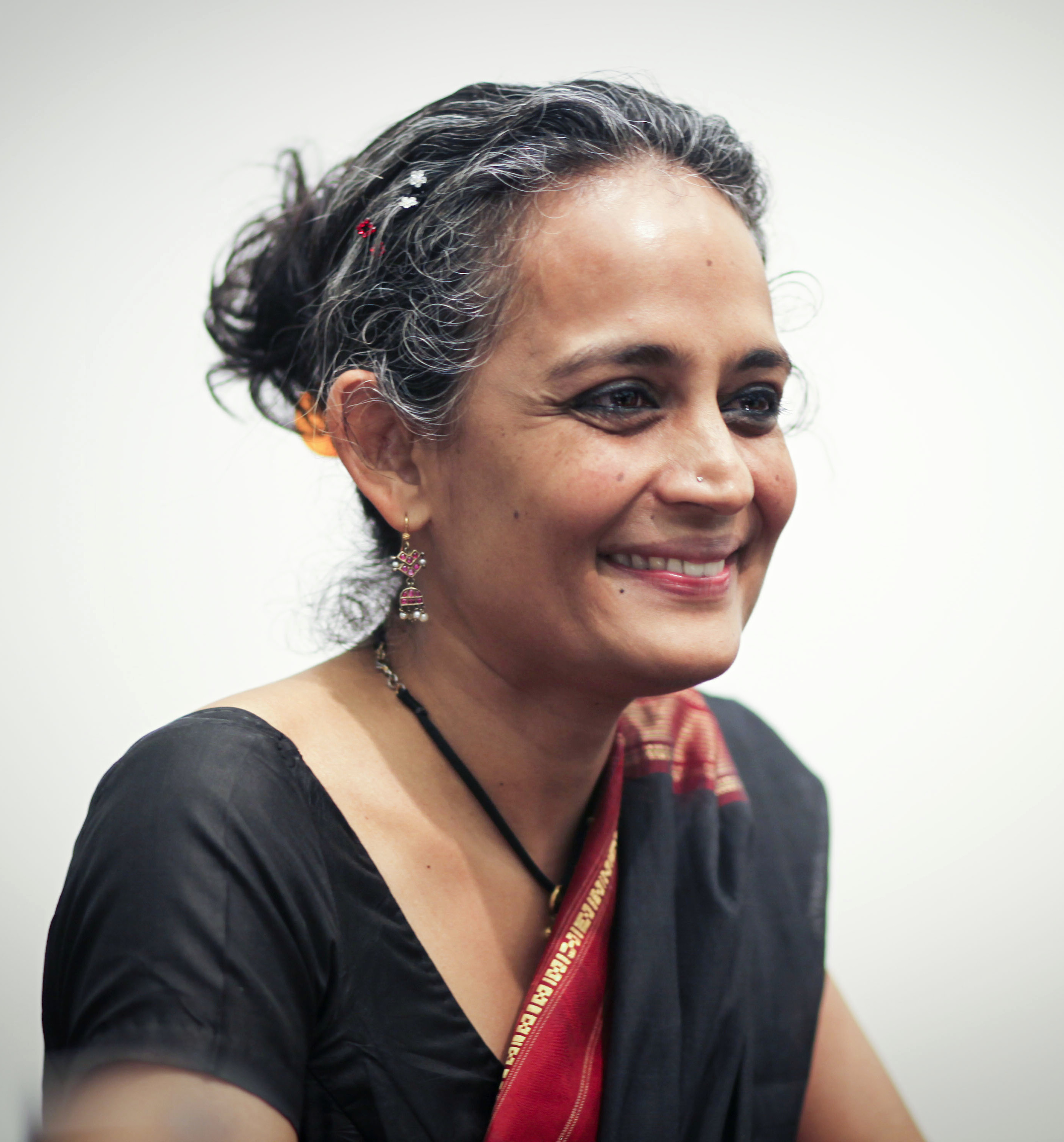
Arundhati Roy, écrivaine et militante (2010)

### Auteurs
- Écrivains indiens, Femmes de lettres indiennes
  - Poètes indiens
  - Romanciers indiens
  - Nouvellistes indiens
  - Dramaturges indiens
  - Essayistes indiens
  - Critiques littéraires indiens

### Généralités
- Indologie
- Liste de festivals littéraires en Inde (en)
- Liste de romans historiques dans une langue indienne (en)

## Arts visuels

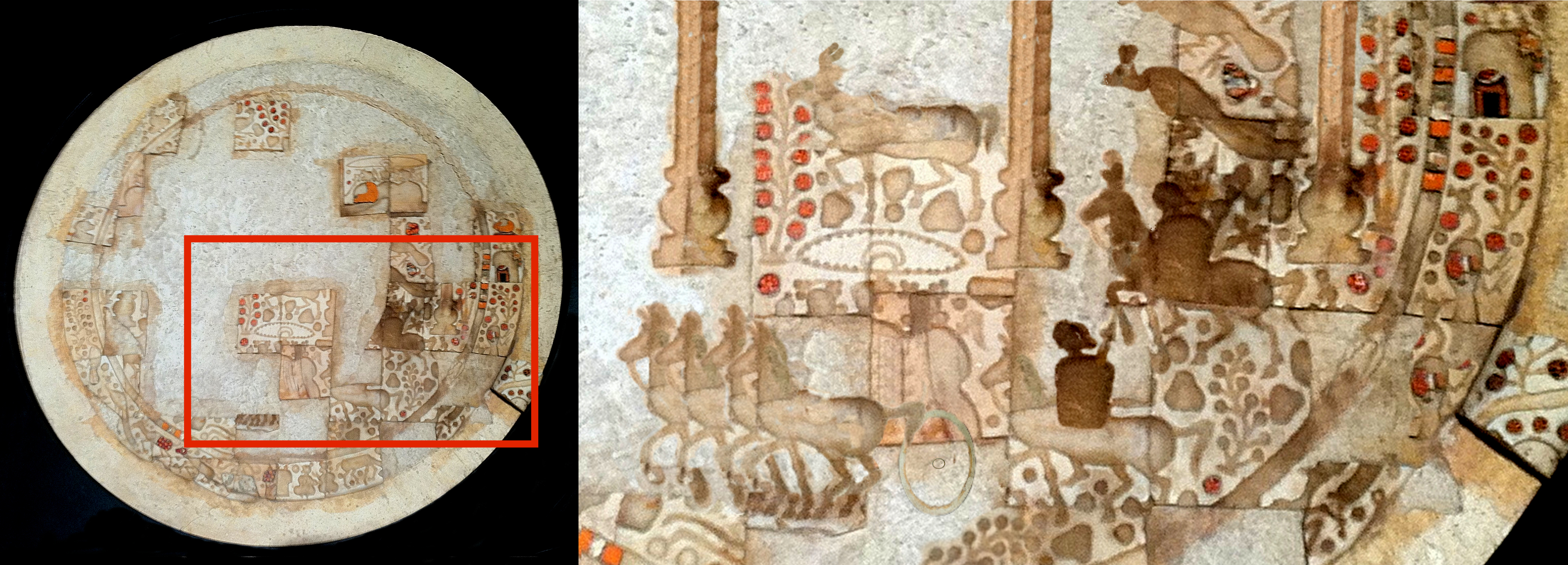
Reconstitution du quart inférieur droit de la plaque indienne d'Aï Khanoum.

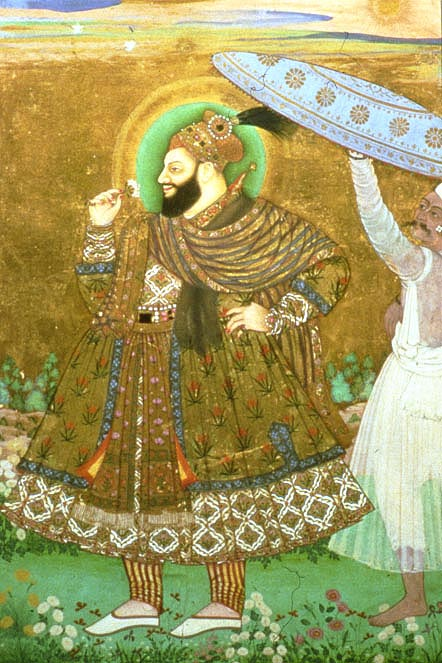
Le sultan de Golconde, Abul Hasan Qutb Shah,
Aquarelle et or sur papier, 1672-80

- Art en Inde
- Artistes indiens
- Artistes contemporains indiens
- Art brut en Inde (rubriques)
- Glossaire de l'histoire de l'art du monde indien

### Dessin
- Graveurs indiens

### Peinture
- Peinture en Inde	, peinture en Inde (rubriques)
- Peinture tribale en Inde
- Peinture Kalam
- Peinture moghole
- Peinture de Tanjore
- Peintres indiens

### Sculpture
- Sculpture indienne : sculpture dans le sous-continent indien (en)
- Art gréco-bouddhique
- Art de Mathura (en)
- Art Kushan
- Art Gupta
- Art jaïn (en)
- Sculpteurs indiens
- Projet Maitréya (1990-)

### Architecture
- Architecture en Inde
- Architecture vernaculaire indienne (en)
- Architectes indiens
- Architecture taillée dans la roche en Inde
- Mandir (temple hindou), architecture des temples hindouistes, liste de temples hindous (en), liste des plus vastes temples hindous (en)
- Réservoir de temple (en), Liste des plus grands réservoirs de temple (en)
- Ashram, liste des ashrams hindous les plus étendus (en)
- Architecture Hoysala
- Architecture Vijayanagara (en)
- Architecture Kalinga (Orissa)
- Temples jaïn (en), liste de temples jaïns (en)
- Architecture moghole
- Art de l'Inde des sultanats
- Urbanisme en Inde (rubriques)

### Photographie
- Photographes indiens

### Graphisme
- Graphistes indiens

## Arts du spectacle
- Fondation Kalakshetra

### Musique(s)
- Musique indienne, Musique classique indienne
- Musiciens indiens
- Musiciennes indiennes
- Liste de festivals de musique classique indienne
- Musique classique hindoustanie, Musique hindoustanie
- Musique carnatique
- Instruments de musique d'Inde

### Danse
- Danse classique de l'Inde
- Chorégraphes indiens
- Danseurs indiens
- Danseuses indiennes

#### Festivals
- ABU International Dance Festival 2017
- Aekalavya Dance Festival
- Hulivesha
- Kanyarkali
- Khajuraho Dance Festival
- Konark Dance Festival
- Mangalore Dasara
- National Tribal Dance Festival
- Natyanjali
- Nirbhaya Samaroh
- Shahjahanpur Rang Mahotsav
- Swami Haridas Sangeet Sammelan
- VadFest

### Théâtre
- Théâtre indien
- Dramaturges indiens

### Autres scènes: marionnettes, mime, pantomime, prestidigitation
Les arts mineurs de scène, arts de la rue, arts forains, cirque, théâtre de rue, spectacles de rue, arts pluridisciplinaires, performances manquent encore de documentation pour le pays …
Pour le domaine de la marionnette, la référence est : Arts de la marionnette en Inde, sur le site de l'Union internationale de la marionnette UNIMA).
- Marionnettistes indiens (en)
- Puppetry in India (en)
- (en) Thrinethra Serman, Principales formes de théâtre de marionnettes en Inde
- Kathputli
- Carnavals en Inde (en)

### Cinéma
- Cinéma indien

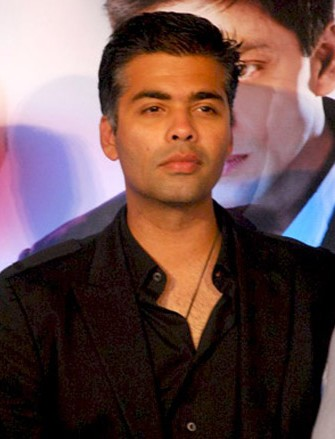
Le réalisateur et producteur Karan Johar

L'industrie cinématographique indienne est la plus prolifique du monde. Son fleuron est constitué par la production de Bollywood (nom dérivé de Bombay, ancienne dénomination de Mumbai), dont les studios sont situés dans la capitale de l'État du Maharashtra, et qui réalisent principalement des films commerciaux en hindi. L'industrie est également importante dans la région de Kolkata (Calcutta), de Chennai (Madras), et au Kerala. Il existe ainsi une production non négligeable de films en telugu, en kannada, en malayalam, en tamoul, en bengali ou en marathi. Le cinéma est un art et une distraction particulièrement populaire en Inde : quels que soient l'âge, le sexe, la caste, l'origine sociale ou géographique des Indiens, ces derniers fréquentent massivement les salles de cinéma. Les acteurs les plus connus jouissent ainsi d'un prestige inégalé dans nos sociétés, et les liens entre l'industrie du film et la politique sont parfois très étroits. Ainsi, certains acteurs ont occupé des postes gouvernementaux importants, comme M. G. Ramachandran, acteur tamoul populaire devenu premier ministre de l'État du Tamil Nadu.
En marge de cette production de masse parfois très stéréotypée, il existe également un cinéma d'auteur, dont le représentant le plus connu hors des frontières de l'Inde est le bengali Satyajit Ray. On peut également citer parmi les réalisateurs classiques Guru Dutt, Raj Kapoor (également acteur) et Adoor Gopalakrishnan.
Parmi les réalisateurs contemporains émergent Mira Nair, figure de proue du cinéma indien indépendant, qui a obtenu plusieurs récompenses internationales dont un Lion d'Or à Venise en 2001. Ses films sont travaillés par le thème de l'exil et de la fracture entre les générations, ou de la sexualité féminine et de sa censure. Sur un mode plus léger, Karan Johar, issu d'une famille de réalisateurs de Bollywood, possède sa propre société de production et tente de renouveler les codes du genre en introduisant des thèmes de réflexion sur les mœurs familiales en mutation dans ses intrigues par ailleurs très représentatives du cinéma commercial produit à Mumbai.
- Réalisateurs indiens, Scénaristes indiens
- Acteurs indiens, Actrices indiennes
- Industrie du cinéma d'animation en Inde (en), Histoire de l'animation indienne
- Liste de films documentaires indiens (en), Liste de documentaristes indiens (en)
- Censure au cinéma en Inde (en), Liste de films interdits en Inde (en)

### Autres
- Jeux vidéo développés en Inde

## Influence culturelle de l'Inde
- Sciences indiennes

## Patrimoine

### Musées
- Liste de musées en Inde
- Catégorie:Bibliothèque en Inde

### Liste du Patrimoine mondial
Le programme Patrimoine mondial (UNESCO, 1971) a inscrit dans sa liste du Patrimoine mondial (au 12/01/2016) : Liste du patrimoine mondial en Inde.

### Liste représentative du patrimoine culturel immatériel de l’humanité
Le programme Patrimoine culturel immatériel (UNESCO, 2003) a inscrit dans sa liste représentative du patrimoine culturel immatériel de l’humanité (au 10/01/2016) :
- 2008 : Ramlila, représentation traditionnelle du Ramayana[4],
- 2008 : Le théâtre sanscrit, Kutiyattam[5],
- 2008 : La tradition du chant védique[6],
- 2009 : Le Ramman, festival religieux et théâtre rituel du Garhwal, dans l’Himalaya [7].
- 2010 : Les chants et danses populaires Kalbelia du Rajasthan[8],
- 2010 : La danse Chhau[9],
- 2010 : Le Mudiyettu, théâtre rituel et drame dansé du Kerala[10],
- 2012 : Le chant bouddhique du Ladakh, récitation de textes sacrés bouddhiques dans la région transhimalayenne du Ladakh, Jammu-et-Cachemire, Inde[11],
- 2013 : Le sankirtana, chants rituels, tambours et danses du Manipur[12],
- 2014 : La fabrication artisanale traditionnelle d’ustensiles en laiton et en cuivre des Thatheras de Jandiala Guru, Penjab[13],
- 2016 : le yoga[14],
- 2017 : La Kumbh Mela[15].

### Registre international Mémoire du monde
- Archives de la Compagnie hollandaise des Indes orientales (Vhennai) (2003)[16]
- La collection de manuscrits médicaux en tamoul de l'IAS (1997)[17]
- laghukālacakratantrarājatikā (Vimalaprabhā)[18]
- Les Manuscrits shivaïtes de Pondichéry (2005)[19]
- Rigveda (30 manuscrits) (Pune) (2007) [20]
- Shāntinātha Charitra[21]
- Tarikh-E-Khandan-E-Timuriyah[22]

### Filmographie
- Dominique Leroy et Jean-Luc Beucherie, L'Inde entre fêtes et spiritualité, WP-360 Production, Paris, ADAV, 2012, 45 min (DVD)